# 旧制中等教育学校の一覧 (神奈川県)
神奈川県における旧制中等教育学校の一覧（きゅうせいちゅうとうきょういくがっこうのいちらん）は、学制改革前（第二次世界大戦前）の神奈川県内での旧学制の中等教育学校をまとめた一覧。

## 旧制中学校

### 公立
- 神奈川県尋常中学校（1897年：久良岐郡戸太町）⇒ 神奈川県中学校 ⇒ 神奈川県第一中学校 ⇒ 神奈川県立第一中学校 ⇒ 神奈川県立第一横浜中学校 ⇒ 神奈川県立横浜第一中学校 ⇒（1946年：磯子区六浦へ移転）⇒《新制》神奈川県立横浜第一高等学校 ⇒（1950年：共学化）神奈川県立希望ケ丘高等学校 ⇒（1951年：保土ヶ谷区二俣川町へ移転）
- 藩校諸稽古所 ⇒ 集成館（1822年）⇒ 文武館 ⇒ 小田原学校文武館 ⇒ 小田原講習所 ⇒ 六郡共立小田原中学校 ⇒ 神奈川県第二中学校（1900年）⇒ 神奈川県立第二中学校 ⇒ 神奈川県立小田原中学校 ⇒《新制》神奈川県立小田原高等学校 ⇒（2004年：小田原城内高等学校と統合・改編）神奈川県立小田原高等学校
- 神奈川県立第三中学校（1902年）⇒ 神奈川県立厚木中学校 ⇒《新制》神奈川県立厚木高等学校
- 神奈川県立第四中学校（1907年）⇒ 神奈川県立横須賀中学校 ⇒《新制》神奈川県立横須賀高等学校
- 神奈川県立第二横浜中学校（1914年）⇒ 神奈川県立横浜第二中学校 ⇒《新制》神奈川県立横浜第二高等学校 ⇒（1950年：共学化）神奈川県立横浜翠嵐高等学校
- 神奈川県立湘南中学校（1921年）⇒《新制》神奈川県立湘南高等学校
- 神奈川県立横浜第三中学校（1923年）⇒《新制》神奈川県立横浜第三高等学校 ⇒（1950年：共学化）神奈川県立横浜緑ケ丘高等学校
- 神奈川県立川崎中学校（1927年）⇒《新制》神奈川県立川崎高等学校 ⇒（2004年：川崎南高等学校と統合・改編）神奈川県立川崎高等学校
- 共同学校（1872年）⇒ 六郡共立小田原中学校 ⇒ 五郡共立小田原中学校 ⇒ 三郡共立学校 ⇒ 中郡共立学校 ⇒ 中郡立中郡学校 ⇒ 中郡六カ町村組合立育英学校 ⇒ 中郡二十六カ町村組合立育英学校 ⇒ 中郡二十六カ町村組合立奈珂中学校（1926年）⇒ 神奈川県奈珂中学校 ⇒ 神奈川県立秦野中学校 ⇒《新制》神奈川県立秦野高等学校
- 神奈川県立鶴見中学校（1941年）⇒《新制》神奈川県立鶴見高等学校
- 川崎市立橘中学校（1942年）⇒《新制》川崎市立橘高等学校
- 神奈川県立第二工業学校（1939年）⇒ 神奈川県立平塚工業学校 ⇒ 神奈川県立平塚中学校（1946年）⇒《新制》神奈川県立平塚高等学校 ⇒ 神奈川県立平塚工業高等学校 ⇒（2003年：神奈川県立平塚西工業技術高等学校と統合）神奈川県立平塚工科高等学校

### 私立
- 蘭学塾（1858年：江戸築地鉄砲洲）⇒（1868年：芝新銭座へ移転）慶應義塾 ⇒（1871年：三田に移転）⇒ 慶應義塾普通部（1890年）⇒ 慶應義塾普通学科 ⇒ 慶應義塾普通部（1899年）⇒《新制》慶應義塾普通部、慶應義塾第一高等学校（港区）⇒ 慶應義塾普通部（港区）、慶應義塾高等学校（横浜市）⇒（1952年：横浜市港北区<日吉>）慶應義塾普通部、慶應義塾高等学校
- 私立第二開成中学校（1903年）⇒ 私立逗子開成中学校 ⇒《新制》逗子開成中学校・高等学校
- 藤嶺中学校（1915年）⇒ 藤沢中学校 ⇒《新制》藤沢高等学校・中学校 ⇒ 藤嶺学園藤沢高等学校 ⇒ 藤嶺学園藤沢中学校・高等学校
- 中学関東学院（1919年）⇒ 関東学院中学部 ⇒《新制》関東学院高等学校 ⇒ 関東学院中学校・高等学校
- 浅野総合中学校（1920年）⇒《新制》浅野学園高等学校 ⇒ 浅野高等学校 ⇒ 浅野中学校・高等学校
- 鎌倉中学校（1921年）⇒《新制》鎌倉学園鎌倉高等学校 ⇒ 鎌倉学園高等学校 ⇒ 鎌倉学園中学校・高等学校
- 三浦中学校（1929年）⇒《新制》三浦高等学校 ⇒ 三浦学苑高等学校（2009年）
- 日本大学第四中学校（日本大学第四普通部）（1930年）⇒《新制》日本大学中学校・高等学校
- 相洋中学校（1939年）⇒《新制》相洋中学校・高等学校
- 法政大学第二中学校（1939年）⇒《新制》法政大学第二高等学校
- 横浜中学校（1942年）⇒《新制》横浜中学校・高等学校
  - 皇道中学校（1919年）、横浜貿易学校（1919年）、本牧中学校（1923年）⇒（1923年：皇道中学校を本牧中学校に吸収）⇒（1925年：横浜貿易学校を本牧中学校に吸収）⇒（1947年：本牧中学校を横浜中学校に吸収）
- 武相中学校（1942年）⇒《新制》武相中学校・高等学校
- 光明学園（1919年）⇒ 相模原中学校（1943年）⇒《新制》相模原高等学校（私立）
- 興国中学校（1943年）⇒《新制》興国高等学校 ⇒ 鶴見学園高等学校（1951年）⇒（1953年：閉校）
- 東亜石油工学院普通科（廃校）

## 高等女学校

### 公立
- 神奈川県高等女学校（1900年：橘樹郡保土ヶ谷町岡野新田）⇒ 神奈川県立高等女学校 ⇒（1907年～1927年：神奈川県女子師範学校を併設）⇒ 神奈川県立横浜第一高等女学校（1930年）⇒《新制》神奈川県立横浜第一女子高等学校 ⇒（1950年：共学化）神奈川県立横浜平沼高等学校
- 神奈川県立横浜第二高等女学校（1936年：横浜市中区立野町 神奈川県女子師範学校に併設）⇒《新制》神奈川県立横浜第二女子高等学校 ⇒（1950年：共学化）神奈川県立横浜立野高等学校 ⇒（1964年：横浜市中区本牧間門へ移転）
- 横須賀町豊島町組合立横須賀高等女学校（1906年：三浦郡横須賀町谷町）⇒ 横須賀市立横須賀高等女学校（1907年）⇒（1908年：横須賀市深田町へ移転）⇒（1927年：三浦郡浦賀町大津へ移転）⇒ 神奈川県立横須賀高等女学校（1930年）⇒《新制》神奈川県立横須賀女子高等学校 ⇒ 神奈川県立横須賀大津高等学校（1950年）
- 小田原高等小学校女子部補習科（1903年）⇒ 小田原町立小田原女学校 ⇒ 小田原町立小田原高等女学校（1908年）⇒ 神奈川県立小田原高等女学校 ⇒《新制》神奈川県立小田原女子高等学校 ⇒ 神奈川県立小田原城内高等学校（1950年）⇒（2004年：統合）神奈川県立小田原高等学校
- 神奈川県立平塚高等女学校（1921年）⇒《新制》神奈川県立平塚女子高等学校 ⇒（1950年：共学化）神奈川県立平塚江南高等学校
- 愛甲郡立女子実業補習学校（1906年）⇒ 愛甲郡立実業女学校 ⇒ 神奈川県立厚木実科高等女学校 ⇒ 神奈川県立厚木高等女学校（1927年）⇒《新制》神奈川県立厚木女子高等学校 ⇒ 神奈川県立厚木東高等学校（1950年）⇒（2024年：統合）神奈川県立厚木王子高等学校
- 藤沢町立実科高等女学校（1925年）⇒ 藤沢町立高等女学校（1928年）⇒ 藤沢市立高等女学校 ⇒《新制》神奈川県立藤沢高等学校 ⇒（2010年：統合）神奈川県立藤沢清流高等学校
- 学校組合立鳩川実業学校女子部（1916年）⇒ 鳩川実科高等女学校 ⇒ 鳩川高等女学校（1928年）⇒ 神奈川県立上溝高等女学校 ⇒《新制》神奈川県立上溝女子高等学校 ⇒（1950年：共学化）神奈川県立上溝高等学校
- 私立伊勢原実科女学校（1928年）⇒ 伊勢原町立伊勢原高等女学校（1929年）⇒ 伊勢原町外六か村学校組合立伊勢原高等女学校 ⇒《新制》組合立神奈川県伊勢原高等学校 ⇒（1949年：県立移管）神奈川県立伊勢原高等学校
- 秦野町立実科高等女学校（1926年）⇒ 秦野町立秦野高等女学校（1931年）⇒ 神奈川県立秦野高等女学校 ⇒《新制》神奈川県立大秦野高等学校 ⇒（2007年：統合）神奈川県立秦野総合高等学校
- 程谷町立実科高等女学校（1926年）⇒ 横浜市立実科高等女学校 ⇒ 横浜市立高等女学校（1934年）⇒ 横浜市立第一高等女学校 ⇒《新制》横浜市立桜丘高等学校
- 高津町立高津実科高等女学校（1928年）⇒ 高津町立高津高等女学校（1935年）⇒ 川崎市立高津高等女学校 ⇒《新制》川崎市立高津高等学校
- 横須賀市立実科高等女学校（1927年）⇒ 横須賀市立高等女学校（1937年）⇒ 横須賀市立第一高等女学校 ⇒《新制》横須賀市立第一高等学校 ⇒（1972年：統合）横須賀市立横須賀高等学校 ⇒（2003年：統合）横須賀市立横須賀総合高等学校
  - 田浦町立田浦実科高等女学校（1925年）⇒ 横須賀市立田浦実科高等女学校 ⇒（1936年：横須賀市立実科高等女学校に統合）
- 横須賀市立実践女学校（1936年）⇒ 横須賀市立高等実践女学校 ⇒ 横須賀市立第二高等女学校（1942年）⇒《新制》横須賀市立第二高等学校 ⇒（1972年：統合）横須賀市立横須賀高等学校 ⇒（2003年：統合）横須賀市立横須賀総合高等学校
- 逗子町立逗子実科高等女学校（1922年）⇒ 横須賀市立逗子高等女学校（1943年）⇒ 横須賀市立第三高等女学校 ⇒《新制》横須賀市立第三高等学校 ⇒ 逗子町立逗子高等学校 ⇒ 逗子市立逗子高等学校 ⇒（1955年：県立移管）神奈川県立逗子高等学校 ⇒（2020年：統合）神奈川県立逗子葉山高等学校
- 川崎町立女子技芸補習学校（1911年）⇒ 川崎町立実科高等女学校 ⇒ 川崎町立川崎実科高等女学校 ⇒ 川崎市立川崎高等女学校（1942年）⇒《新制》川崎市立川崎高等学校 ⇒（2014年：中高一貫化）川崎市立川崎高等学校・附属中学校
- 足柄実科高等女学校（1921年）⇒ 小田原市立実科高等女学校 ⇒ 小田原市立高等女学校（1943年）⇒《新制》小田原市立高等学校 ⇒ 神奈川県立小田原女子高等学校 ⇒（1951年：統合）神奈川県立小田原城東高等学校 ⇒（2008年：統合）神奈川県立小田原総合ビジネス高等学校 ⇒ 神奈川県立小田原東高等学校（2017年）
- 戸塚町立実科高等女学校（1928年）⇒ 横浜市立戸塚実科高等女学校 ⇒ 横浜市立戸塚高等女学校（1943年）⇒《新制・共学》横浜市立戸塚高等学校
- 鎌倉町立鎌倉実科高等女学校（1928年）⇒ 鎌倉市立鎌倉実科高等女学校 ⇒ 鎌倉市立高等女学校（1943年）⇒《新制・共学》鎌倉市立鎌倉高等学校 ⇒ 神奈川県立鎌倉高等学校（1951年）⇒（1952年：七里ヶ浜日坂へ移転）
- 大磯町立大磯実科高等女学校（1927年）⇒ 大磯町立大磯高等女学校（1943年）⇒《新制》大磯町立大磯女子高等学校 ⇒（1950年：共学化）大磯町立大磯高等学校 ⇒（1951年：県立移管）神奈川県立大磯高等学校
- 三崎町立三崎実科高等女学校（1933年）⇒ 三崎町立高等女学校（1943年）⇒《新制》三崎町立三崎高等学校 ⇒（1950年：県立移管）神奈川県立三崎高等学校 ⇒（2004年：統合）神奈川県立三浦臨海高等学校 ⇒（2018年：統合）神奈川県立三浦初声高等学校
- 平塚市立実科高等女学校（1934年）⇒ 平塚市立高等女学校（1943年）⇒《新制》平塚市立高浜高等学校 ⇒（1959年：県立移管）神奈川県立高浜高等学校
  - 私立平塚高等裁縫学校（1926年）⇒ 平塚高等裁縫女学校 ⇒ 平塚高等実践女学校 ⇒ 平塚女子技芸学校 ⇒ 平塚高等実践女学校 ⇒（1947年：平塚市立高等女学校に統合）
- 山北町立山北実科高等女学校（1942年）⇒ 神奈川県立山北高等女学校（1946年）⇒《新制・共学》神奈川県立山北高等学校
- 学校組合立津久井高等女学校（1946年）⇒《新制・県立移管》神奈川県立津久井高等学校

### 私立
- 日本女子大学付属高等女学校（1901年：東京市小石川区高田老松町<目白台>）⇒《新制》日本女子大学附属中学校（目白）・高等学校（川崎市生田）⇒（1979年：附属中学校が川崎市多摩区西生田へ移転）日本女子大学附属中学校・高等学校
- 横浜女学校（1899年）⇒ 横浜高等女学校（1905年）⇒《新制》横浜学園中学校・高等学校
- 鎌倉女学校（1904年）⇒ 鎌倉高等女学校（1913年）⇒《新制》鎌倉女学院中学校・高等学校
- 横浜実科女学校（1914年）⇒ 神奈川高等女学校（1921年）⇒《新制》神奈川中学校・高等学校 ⇒ 神奈川学園中学校・高等学校（1990年）
- 日の出学園（1923年）⇒ 児崎高等女学校（1925年）⇒ 富士見丘高等女学校（1932年）⇒《新制》富士見丘高等学校 ⇒ 横浜富士見丘学園中等教育学校（2018年）
- 光華女学校（1924年）⇒ 鶴見高等女学校（1925年）⇒《新制》鶴見女子中学校・鶴見女子高等学校 ⇒ 鶴見大学附属鶴見女子中学校・高等学校 ⇒ 鶴見大学附属中学校・高等学校（2008年）
- 平塚裁縫女学校（1923年：東京府荏原郡平塚村）⇒ 洗足高等女学校（1926年：荏原郡碑衾町）⇒《新制・川崎市久本へ移転》洗足学園中学校・高等学校 ⇒ 洗足学園第二中学校・高等学校（1953年）⇒ 洗足学園大学附属中学校・高等学校（1976年）⇒ 洗足学園中学校・高等学校（2002年）
- フヱリス女学院（1870年）⇒ フヱリス和英女学校 ⇒（1927年：高等女学校に準拠）⇒ 横浜山手女学院（1942年）⇒《新制》フェリス女学院中学校・高等学校
- 横浜紅蘭女学校（1900年）⇒（1927年：高等女学校に準拠）⇒ 横浜紅蘭高等女学校 ⇒《新制》紅蘭女学院中学校・高等学校 ⇒ 雙葉中学校・高等学校 ⇒ 横浜雙葉中学校・高等学校（1958年）
- 横浜家政女学校（1923年）⇒ 明倫高等女学校（1927年）⇒《新制》明倫高等学校 ⇒ 横浜清風高等学校（2001年）
- 中原高等女学校（1928年）⇒《新制》大西学園中学校・高等学校
- 高木女塾（1905年）⇒ 神奈川裁縫女学校 ⇒ 高木高等女学校（1928年）⇒ 高木女子商業学校 ⇒《新制》高木高等学校 ⇒ 高木女子商業高等学校 ⇒ 高木学園女子高等学校 ⇒ 英理女子学院高等学校（2019年）
- 大和学園女学校（1929年）⇒ 大和学園高等女学校（1930年）⇒《新制》大和学園女子高等学校 ⇒ 聖セシリア女子中学校・高等学校（1980年）
- 乃木高等女学校（1938年）⇒ 湘南白百合高等女学校 ⇒ 湘南白百合学園高等女学校 ⇒《新制》湘南白百合学園中学・高等学校
- 潤光女学校（1933年）⇒ 潤光高等女学校（1939年）⇒《新制》法政大学潤光女子高等学校 ⇒ 法政大学女子高等学校 ⇒（2018年：共学化）法政大学国際高等学校
- 京浜高等女学校（1940年）⇒《新制》京浜女子高等学校 ⇒ 京浜女子短期大学横浜高等学校 ⇒ 京浜女子大学横浜高等学校 ⇒ 京浜横浜高等学校 ⇒ 横浜創英短期大学女子高等学校 ⇒ 横浜創英高等学校 ⇒ 横浜創英中学校・高等学校（2003年）
- 北鎌倉高等女学校（1940年）⇒《新制》北鎌倉中学校・高等学校 ⇒ 北鎌倉女子学園中学校・高等学校（1978年）
- 森村高等女学校（1941年：東京市芝区高輪南町）⇒《新制》森村学園中学部・高等部 ⇒（1978年：横浜市緑区長津田町へ移転）
- 信証塾（1928年：横須賀市日の出町）⇒ 信証女学校 ⇒ 信証高等女学校（1941年）⇒《新制》信証高等学校・中学校 ⇒（1971年廃校）
- 湘南女学塾（1942年）⇒ 逗子楠葉髙等女学校（1943年）⇒《新制》逗子楠葉中学校・髙等学校 ⇒ 聖和学院中学校・髙等学校（1951年）
- 聖園女学院高等女学校（1946年）⇒《新制》聖園女学院中学校・高等学校
- 白百合高等女学校 箱根強羅疎開学園（1944年：足柄下郡宮城野村<強羅>）⇒ 湘南白百合学園分校（1946年）⇒《新制》函嶺白百合学園中学校・高等学校
- 大倉山女学校（1940年）⇒ 大倉山高等女学校（1943年）⇒《新制》大倉山女子高等学校 ⇒ 東横学園大倉山高等学校 ⇒（2008年：移転統合）東横学園高等学校 ⇒ 東京都市大学等々力中学校・高等学校（東京都世田谷区）
- ブリテン女学校（1880年：山手48番）⇒ 横浜英和女学校（1886年）⇒（1916年：蒔田へ移転）⇒《新制》成美学園女子中学校・高等学校 ⇒ 横浜英和女学院中学高等学校（1996年）⇒ 青山学院横浜英和中学校・高等学校（2016年）
- 静修実科女学校（1915年：東京小石川、日本高等女学校に併設）⇒《新制》静修女子高等学校 ⇒ 相模女子大学中学部・高等部（1951年）
- 裁縫手芸編物伝習所（1902年）⇒ 新名高等家政女学校 ⇒《新制》新名女子高等学校 ⇒ 旭丘女子高等学校 ⇒ 旭丘高等学校（1959年）
- 軍港裁縫女学院（1932年）⇒ 湘南女学校（1936年）⇒ 高等湘南女学院 ⇒《新制》湘南女子高等学校 ⇒ 湘南学院高等学校（2000年）
- 亜米利加婦人教授所(1871年)⇒日本婦女英学校(1872年)⇒共立女学校(1985年)⇒横浜共立学園(1932年)⇒横浜共立学園中学部(1947年)⇒横浜共立学園中学校、横浜共立学園高等学校(1951年)

## 実業学校

### 公立
- 神奈川県立工業学校（1912年）⇒《新制》神奈川県立神奈川工業高等学校
- 神奈川県立商工実習学校（1920年）⇒《新制》神奈川県立商工高等学校
- 横浜市立鶴見工業実習学校（1936年）⇒ 横浜市立鶴見工業学校（1940年）⇒《新制》横浜市立鶴見工業高等学校 ⇒（2011年：閉校）
- 神奈川県立川崎工業学校（1941年）⇒《新制》神奈川県立川崎工業高等学校 ⇒ 神奈川県立川崎工科高等学校（2010年）
- 横浜商法学校（1882年）⇒ 横浜商業学校 ⇒ 横浜市立商業学校（1917年）⇒《新制》横浜市立横浜商業高等学校
- 横浜市立大岡工業補習学校（1922年）⇒ 横浜市立横浜工業専修学校 ⇒ 公立青年学校神奈川県横浜市横浜工業専修学校 ⇒ 横浜市立横浜工業学校（1940年）⇒《新制》横浜市立横浜工業高等学校 ⇒（2002年：横浜市立横浜商業高等学校（定時制）・横浜市立港高等学校と統合）横浜市立横浜総合高等学校
- 横浜市立女子専修学校（1928年）⇒ 横浜市立女子高等専修学校 ⇒ 横浜市立第一女子商業学校 ⇒《新制・統合》横浜市立港高等学校別科 ⇒（統合）横浜商業高等学校港分校 ⇒ 横浜市立港高等学校 ⇒（2002年：横浜市立横浜商業高等学校（定時制）・横浜市立横浜工業高等学校と統合）横浜市立横浜総合高等学校
  - 横浜市立第二女子商業学校 ⇒（横浜市立第一女子商業学校と統合）横浜市立港高等学校別科
- 神奈川県立農蚕学校（1922年）⇒ 神奈川県立相原農蚕学校（1930年）⇒《新制》神奈川県立相原農蚕高等学校 ⇒ 神奈川県立相原高等学校（1954年）
- 中郡立農業学校（1902年）⇒ 神奈川県立農業学校 ⇒ 神奈川県立平塚農業学校 ⇒《新制》神奈川県立平塚農業高等学校 ⇒（2020年：統合）神奈川県立平塚農商高等学校
- 神奈川県立第二工業学校（1939年）⇒ 神奈川県立平塚工業学校（1940年）⇒ 神奈川県立平塚中学校（1946年）⇒《新制》神奈川県立平塚高等学校 ⇒（1964年：普通科を廃止）神奈川県立平塚工業高等学校 ⇒（2003年：神奈川県立平塚西工業技術高等学校と統合）神奈川県立平塚工科高等学校
- 足柄上郡農業補習学校（1907年）⇒ 足柄上郡立農林学校（1909年）⇒ 神奈川県立農林学校（1923年）⇒ 神奈川県立吉田島農林学校（1930年）⇒《新制》神奈川県立吉田島農林高等学校 ⇒ 神奈川県立吉田島総合高等学校（2010年）⇒ 神奈川県立吉田島高等学校（2017年）
- 小田原市立商業学校（1927年）⇒《新制》神奈川県立小田原商業高等学校 ⇒（1951年：統合）神奈川県立小田原城東高等学校 ⇒（2008年：統合）神奈川県立小田原総合ビジネス高等学校 ⇒ 神奈川県立小田原東高等学校（2017年）
- 愛甲郡立農業補習学校（1906年：愛甲郡荻野村）⇒ 愛甲郡立第一実業補習学校 ⇒（1908年：愛甲郡及川村へ移転）⇒ 愛甲郡実業補習学校 ⇒ 愛甲郡高等実業補習学校 ⇒ 愛甲郡実業学校（1911年）⇒（1917年：愛甲郡荻野村へ移転）⇒ 愛甲郡農業学校 ⇒ 愛甲農蚕学校 ⇒ 神奈川県立愛甲農業学校 ⇒（高座郡相模原町上鶴間へ移転）⇒《新制》神奈川県立愛甲農業高等学校 ⇒（1952年：高座郡海老名町中新田へ移転）⇒ 神奈川県立中央農業高等学校（1965年）

### 私立
- 横浜女子商業補習学校（1908年）⇒ 横浜女子商業学校（1925年）⇒《新制》横浜女子商業学園高等学校・中学校 ⇒ 横浜山手女子高等学校・中学校（1994年）⇒ 中央大学横浜山手中学校・高等学校 ⇒ 中央大学附属横浜中学校・高等学校（2013年）
- 家政女塾（1925年：中郡平塚町）⇒ 平塚家政学院 ⇒ 平塚高等家政女学院 ⇒（1944年：藤沢市<辻堂>に移転）相模女子商業学校 ⇒（1945年：藤嶺学園に移管され、遊行寺境内に移転）⇒《新制》藤嶺学園女子中高等学校 ⇒（1956年：鵠沼に移転）⇒ 鵠沼女子高等学校（1961年）⇒ 鵠沼高等学校（2004年）
- 松田和洋裁縫学校（1928年）⇒ 松田高等家政女学校 ⇒ 松田女子商業学校（1944年）⇒ 松田高等実業学校 ⇒《新制》松田女子高等学校 ⇒ 立花学園松田高等学校（1962年）⇒ 立花学園高等学校（1992年）
- 日本大学第四商業学校（日本大学第四普通部）（1930年）⇒《新制》日本大学中学校・高等学校
- 藤沢商業学校（1931年）⇒ 藤沢工業学校（1943年）⇒（1945年：分割）藤沢商業学校、藤沢工業学校 ⇒《新制》藤沢商業高等学校（藤沢工業学校は廃校）⇒ 藤沢翔陵高等学校（1998年）
- 横浜第一商業学校（1941年）⇒《新制》横浜第一商業高等学校⇒ 横浜商科大学高等学校（1975年）
- 横須賀女子商業学校（1947年）⇒《新制》緑ヶ丘高等学校 ⇒ 緑ヶ丘女子中学校・高等学校（2001年）

## その他
- 大正学院夜間中等学校
- 本牧夜間中等学校
- 私立神中夜学校 ⇒ 県立横浜夜間中学・私立神奈川中学・県立横浜第一中学校夜間部 ⇒ 神奈川県立横浜第一高等学校 ⇒ 神奈川県立希望ケ丘高等学校定時制
- 私立横須賀夜間中等学校 ⇒ 県立横須賀明徳中学 ⇒ 県立横須賀中学校夜間部 ⇒ 神奈川県立横須賀高等学校定時制
- 小田原夜間中等学校・神奈川県相洋中学
- 湘陽中学
- 川崎弘道中学⇒《新制》川崎弘道高等学校 ⇒ 神奈川県立川崎高等学校定時制